# Крачимир
Крачимир (болг. Крачимир) — село в Болгарии. Находится в Видинской области, входит в общину Белоградчик. Население составляет 23 человека.

## Политическая ситуация
Крачимир подчиняется непосредственно общине и не имеет своего кмета.
Кмет (мэр) общины Белоградчик — Емил Евгениев Цанков (независимый) по результатам выборов в правление общины.